# Richard Caicedo
Richard Caicedo (Guayaquil, Ecuador, 23 de diciembre de 1992) es un futbolista ecuatoriano Juega de mediocampista y su club actual es Sociedad Deportiva Aucas de la Serie A de Ecuador.

## Trayectoria
Caicedo se formó en las categorías formativas del Guayas en Fedeguayas, en el 2010 pasa a jugar con Norte América en la Segunda Categoría. ese mismo año el Independiente del Valle se hace de sus servicios hasta el 2011 al siguiente año vuelve al Norte América, en el 2013 se une a Liga de Loja y en el 2014 pasa al Trofense de Portugal, sin embargo mediados de año firma un contrato con Deportivo Azogues hasta mediados del 2015 para luego ser parte del Norte América.

## Clubes
| Club                    | País     | Año           |
| ----------------------- | -------- | ------------- |
| Fedeguayas              | Ecuador  | 2009          |
| Norte América           | Ecuador  | 2010          |
| Independiente del Valle | Ecuador  | 2010 - 2011   |
| Norte América           | Ecuador  | 2012          |
| Liga de Loja            | Ecuador  | 2013          |
| Trofense                | Portugal | 2014          |
| Deportivo Azogues       | Ecuador  | 2014-2015     |
| Norte América           | Ecuador  | 2015          |
| Aucas                   | Ecuador  | 2016-presente |